# Depot I von Očihov
Das Depot I von Očihov (auch Hortfund I von Očihov) war ein Depotfund der frühbronzezeitlichen Aunjetitzer Kultur aus Očihov im Ústecký kraj, Tschechien. Es datiert in die Zeit zwischen 2000 und 1800 v. Chr. Das Depot ist heute wahrscheinlich nicht mehr erhalten.

## Fundgeschichte
Das Depot wurde vor 1878 etwa 500 m nördlich von Očihov wahrscheinlich beim Pflügen entdeckt. Die Fundstelle liegt am Rand einer Niederung am Zusammenfluss der Blšanka und des Valovský potok. Der Boden der Fundstelle war stark rot gefärbt und enthielt Schlacken und Keramik. Von hier stammen noch ein Golddepot und ein Einzelfund eines Hammers der Aunjetitzer Kultur.

## Zusammensetzung
Das Depot bestand aus mehreren bronzenen Ösenhalsringen. Sie wurden vom Finder als Kupfer verkauft, also höchstwahrscheinlich eingeschmolzen.